# Epitoma rei militaris
L'Epitoma rei militaris (conosciuta anche come De re militari o con il titolo italiano di «L'arte della guerra») è un'opera in lingua latina scritta da Publio Vegezio Renato tra la fine del IV e gli inizi del V secolo.
Si tratta di un compendio di idee per riformare l'esercito romano e riportarlo all'antico splendore. Il primo libro fu composto inizialmente come un'opera a sé stante; dato il suo successo l'autore compose i restanti tre libri.

## Contenuto
L'Epitoma rei militaris è, come dichiarato da Vegezio stesso, un compendio di opere sull'arte militare scritte da autori precedenti, tra cui Catone il Censore, Celso, Frontino e Paterno, nonché di costituzioni emanate in materia da Augusto, Traiano e Adriano. L'intento che l'epitome si propone è quello di porre rimedio alle difficoltà della macchina militare imperiale attraverso il recupero di schemi tattici e strategici tratti dal repertorio della gloriosa tradizione dell'antica Roma.
Si divide in quattro libri, che trattano rispettivamente di:
- selezione e addestramento delle nuove reclute (dove si lamenta della decadenza dell'esercito per mancanza di disciplina);
- organizzazione della legione;
- disposizioni per l'azione (tattica e strategia);
- attacco e difesa di luoghi fortificati e operazioni navali (secondo alcuni la seconda parte era in origine un separato trattato sul combattimento marittimo).

Il primo libro fu spontaneamente composto dall'autore come "un opuscolo sulla selezione e sull'addestramento delle reclute" e dedicato all'imperatore regnante; questi approvò il libro, che nelle intenzioni iniziali di Vegezio avrebbe dovuto essere l'unico, e gli chiese di continuare l'opera, cosicché l'autore compose i restanti libri.
La data di redazione è incerta: fu scritta certamente dopo il 383 e prima del 450, anno a cui si riferisce la data consolare di una recensione di Flavio Eutropio, ricordata nei manoscritti. Controversa anche l'identificazione dell'imperatore, non specificato, a cui il testo si riferisce: Teodosio I, Valentiniano III o, forse più verosimilmente, Teodosio II.

## Successo postumo
L'opera fu enormemente celebre nel Medioevo e ne sono sopravvissuti 324 manoscritti, di cui 243 in latino. Uno dei primi volgarizzamenti conosciuti risale al XIV secolo (attribuita a Bono Giamboni), e fu in seguito tradotta anche in inglese, francese, catalano, spagnolo, ceco e yiddish, ancora in epoca precedente all'invenzione della stampa. La prima edizione tipografica fu l'incunabulo stampato a Utrecht nel 1473, e ancora nel XV secolo seguirono edizioni a Colonia, Parigi, Roma e Pisa.
Fu base dell'educazione militare fino a Carl Von Clausewitz e la conobbero Federico il Grande e Napoleone. Ha esercitato influenza anche in campo politico e letterario e fu apprezzata da Tommaso d'Aquino e da Niccolò Machiavelli.

## Edizioni e traduzioni
- (LA) Epitoma rei militaris, recensuit Carolus Lang, Lipsiae, in aedibus B. G. Teubneri, 1869.
  - (LA) Epitoma rei militaris, recensuit Carolus Lang, 2ª ed., Lipsiae, in aedibus B. G. Teubneri, 1885.
- (EN) Epitome of Military Science, translated with notes and introduction by Nicholas P. Milner, Liverpool, Liverpool University Press, 1993, ISBN 0-85323-910-X.
- (LA) Epitoma rei militaris, edidit Alf Önnerfors, Stutgardiae et Lipsiae, in aedibus B. G. Teubneri, 1995, ISBN 3-519-01872-1.
- (LA, IT) L'arte della guerra, a cura di Luca Canali e Maria Pellegrini, Milano, Mondadori, 2001, ISBN 88-04-49547-2.
- (LA, IT) L'arte della guerra romana, introduzione, traduzione e note di Marco Formisano, Milano, BUR, 2003, ISBN 88-17-10645-3.
- (LA) Epitoma rei militaris, recognovit brevique adnotatione critica instruxit Michael David Reeve, Oxford, Oxford University Press, 2004, ISBN 0-19-926464-3.
- (ES) Compendio de técnica militar, edición de David Paniagua Aguilar, Madrid, Cátedra, 2006, ISBN 84-376-2313-8.